# Haltepunkt Lutherstadt Wittenberg Altstadt
Der Haltepunkt Lutherstadt Wittenberg Altstadt, ehemals Lutherstadt Wittenberg Elbtor, ist eine von sieben Bahnstationen in Lutherstadt Wittenberg und liegt an der Bahnstrecke Węgliniec–Roßlau. Der Haltepunkt befindet sich unmittelbar südlich des Luthergartens, dahinter liegt das historische Stadtzentrum.

## Geschichte
Die Station wurde 1859 unter dem Namen Wittenberg Elbtor eingeweiht, da sie in der Nähe des 1879 abgebrochenen Elbtores der Wittenberger Stadtmauer lag. Zwischen 2000 und 2010 bekam der Haltepunkt seinen heutigen Namen.

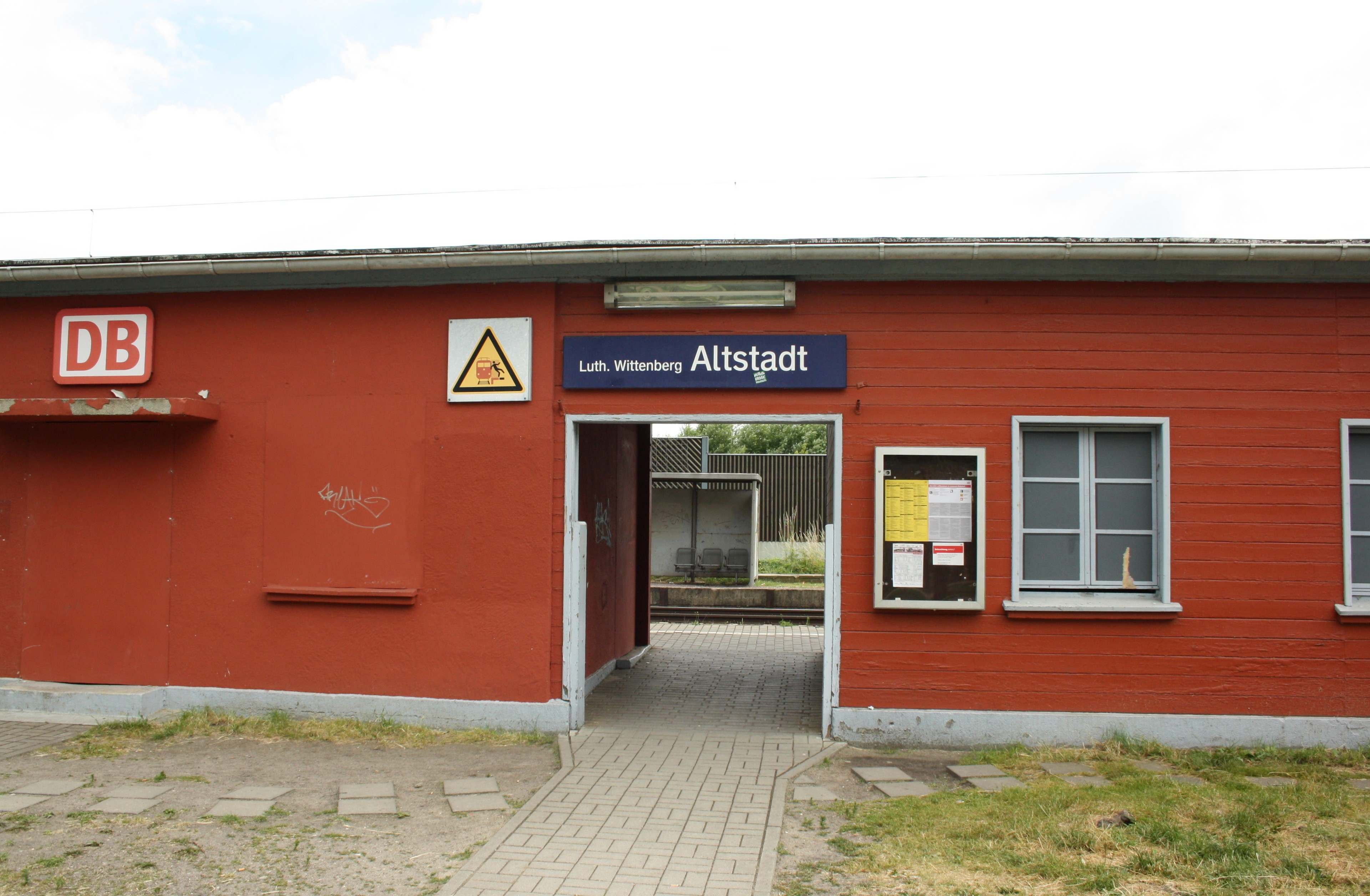
Ehemaliges Empfangsgebäude des Haltepunkts

Der Haltepunkt Lutherstadt Wittenberg Altstadt wurde von der DB Station&Service AG und der Lutherstadt Wittenberg anlässlich des 500-jährigen Reformationsjubiläums mit finanzieller Unterstützung durch das Land Sachsen-Anhalt bis Ende 2016 grundlegend umgebaut und modernisiert und wurde dabei mit barrierefreien Bahnsteigen ausgestattet. Das alte Bahnhofsgebäude wurde abgerissen und stattdessen eine „Innostation“ gebaut, bestehend aus einer barrierefreien Toilette, einer Fahrradsammelschließanlage für zwölf Räder mit drei Stromanschlüssen für E-Bikes und einem Fahrgastunterstand mit Bänken. Der Haltepunkt Altstadt sowie Lutherstadt Wittenberg Hauptbahnhof waren Pilotprojekte für diesen Gebäudetyp.
Daneben wurde das gesamte Umfeld neugestaltet. Ausgestattet ist der Haltepunkt mit einer dynamischen Fahrgastinformation, neben der in Dauerschleife ein Wittenberg-Imagefilm läuft, einem Wartebereich mit Bänken, Stellplätzen für 16 Fahrräder und einem WLAN-Hotspot.

## Verkehr
Am Haltepunkt Lutherstadt Wittenberg Altstadt steigen täglich 400 bis 450 Zugfahrgäste ein und aus. Die Station wird im Stundentakt von der Linie RB 51 Dessau Hbf–Lutherstadt Wittenberg Hbf bedient. Zudem halten einzelne Züge der Linie RE 14 zwischen Dessau und Falkenberg (Elster). Busse der Linien 300 und 301 (teils als Rufbus) bedienen den Halt Altstadt stündlich.